# Julius Böhmer
Julius Böhmer (* 19. Januar 2002 in Würzburg) ist ein deutscher Basketballspieler.

## Laufbahn
Als Jugendlicher spielte Böhmer zunächst Feldhockey beim HTC Würzburg, bevor er im Jahr 2011 zum Basketball fand. Seine basketballerische Grundausbildung erhielt er bei der U10/12 des SC Heuchelhof in Würzburg. Ab der Spielzeit 2015/16 spielte er zusätzlich in der JBBL bei der Würzburg Baskets Akademie, für die er in seiner letzten Saison durchschnittlich 18,5 Punkte erzielte. Ab der Spielzeit 2017/18 verstärkte der Aufbauspieler darüber hinaus das Würzburger NBBL-Mannschaft. Im Januar 2019 nahm er mit den Skyliners Frankfurt als Gastspieler beim Nachwuchsturnier der EuroLeague teil. Sein Debüt in der 2. Bundesliga ProB gab Böhmer am 22. September 2018 mit der TG s.Oliver Würzburg. Den Sprung in die Bundesliga schaffte er zur Spielzeit 2020/21 bei s.Oliver Würzburg. Für die Mannschaft kam er am 13. November 2020 zum ersten Mal zum Einsatz. Bis 2025 bestritt er 76 Bundesliga-Spiele für Würzburg.
Zur Saison 2025/26 wechselte Böhmer zur BG Göttingen in die 2. Bundesliga Pro A. Er hat bei den Leinestädtern einen Zweijahresvertrag mit Ausstiegsoptionen unterschrieben.

## Nationalmannschaft
Nach vorheriger Zugehörigkeit zum Bayernkader wurde Böhmer im Sommer 2017 in die U15-Nationalmannschaft berufen, mit der er in Dänemark den North Sea Development Cup gewann. Mit der U16-Nationalmannschaft erzielte er 2018 den neunten Platz bei der EM in Novi Sad (Serbien), was den Klassenerhalt bedeutete. 2022 nahm er mit der U20-Nationalmannschaft an der Europameisterschaft teil, die Deutschland auf dem elften Platz beendete.